# المدرسة الأنجلو مغربية بطنجة
المدرسة الأنجلو مغربية (بالإنجليزية: Anglo-Moroccan School)‏ هي مدرسة تأسست سنة 2008 بمدينة طنجة بالمغرب.
مشروع المدرسة الأنجلو مغربية هو مشروع أطلقه راسل إدواردز سنة 2005 بدعم من السلطات المغربية. الهدف من المشروع هو خلق مدرسة دولية عصرية لمساعدة المدينة في تقديم التعليم للأطفال الأجانب وأبناء المغتربين المغاربة المقيمين في طنجة. تتواجد المدرسة في منطقة الزياتن بضواحي المدينة. وتقدم تعليماً بريطانياً دولياً للمستويات الأولية والثانوية للأطفال والصغار مهما كانت جنسيتهم.
بدأ بناء المدرسة في يوليو 2007 وتلقت أول دفعة دراسية بسبتمبر 2008. المدرسة الأنجلو مغربية هي مؤسسة مسجلة لدى جامعة كامبريدج كمركز دولي للامتحانات (MA008) ومسجلة كمدرسة دولية تابعة لكامبريدج لتدريس البرنامج التعليمي الأولي.
سنة 2009، تم تكريم المدرسة بزيارة ملكية من الشريفة لالة أم كلثوم العلوي، فرد من أفراد العائلة الملكية المغربية.

## روابط خارجية
- المدرسة الأنجلو مغربية بطنجة (مأرشف بتاريخ 2016)

[[